# Heinz Prinzler
Heinz W. Prinzler (* 23. Juni 1914 in Senftenberg; † nicht ermittelt) war ein deutscher Chemiker und Hochschullehrer.

## Leben und Werk
Er war der Sohn des Buchhalters Walter Prinzler und dessen Ehefrau Martha geb. Meinhardt. Prinzler studierte u. a. Naturwissenschaften und promovierte 1940 zum Dr. rer. nat. und habilitierte sich. Er war von 1961 bis 1979 Professor für Naturwissenschaften an der Technischen Hochschule für Chemie „Carl Schorlemmer“ Leuna-Merseburg. 1959 war er kommissarischer Direktor für den Bereich Petrolchemie. 

## Schriften (Auswahl)
- Uber die Zersetzung des Ozons in Wasser. 1940.
- Erdölverarbeitung und Petrolchemie. Berlin 1968.
- Erdgas – Energieträger und chemischer Rohstoff. Berlin 1968.
- Hortulus Alchimiae. Leipzig 1979.
- Pyrobolia. Leipzig 1981.
- Summa destillationis. Leipzig 1983.